# 南清舰队
南清舰队（なんしんかんたい）是日俄战争之后1905年（明治38年）12月组建的日本海軍舰队之一。

## 沿革
成立于日俄战争结束后，有鉴于日本人在中国大陆特别是長江沿岸地区的扩张，为了保护日本人的生命和利益，由防护巡洋舰和炮舰等编组而成。南清舰队在辛亥革命的同时进行战力的强化。1908年（明治41年）12月24日，改名为第三舰队。

## 舰队概要

### 歴代司令官
- 武富邦鼎 少将：1905年12月20日 -
- 玉利親賢 少将：1906年11月22日 -
- 寺垣猪三 少将：1908年8月28日 - 12月24日

### 参謀
- 野崎小十郎 少佐：1905年12月20日 - 1906年1月25日
- 小林躋造 大尉：1905年12月20日 - 1906年1月25日
- 鳥巣玉樹 大尉：1906年8月3日 - 1907年4月5日
- 四竈孝輔 大尉：1907年8月5日 - 1908年4月20日
- 飯田延太郎 少佐：1908年4月20日 - 7月22日
- 伊集院俊 少佐：1908年11月20日 - 12月24日
- 加藤隆義 大尉：1908年11月20日 - 12月24日

### 所属舰艇
- 高千穂→浪速（从1908年1月1日起）→新高（从1908年8月28日起）
- 対馬（从1908年8月28日起）
- 千歳→秋津洲（从1906年6月1日起）→和泉（1908年1月1日 - 10月6日）
- 宇治（直到1908年8月28日、1908年10月6日 -）
- 隅田
- 伏見（从1906年11月22日起）